# Peptisation
La peptisation est la dispersion d'agglomérats pour former une suspension ou une émulsion colloïdales stables. La peptisation est l'inverse de la coagulation ou floculation. 

## Utilisation
La peptisation est particulièrement importante dans la chimie des colloïdes et pour les réactions de précipitation en solution aqueuse. Lorsque des particules colloïdales portent une charge électrique de même signe, elles se repoussent mutuellement et ne peuvent plus s’agréger. 
L'aluminium ou l'hydroxyde de fer fraîchement précipités sont extrêmement difficiles à filtrer parce que les particules colloïdales très fines passent directement à travers le papier filtre. Pour faciliter la filtration, la suspension colloïdale doit d'abord être floculée par l'ajout d'une solution concentrée de sel. Les cations multivalents sont des floculants plus efficaces que les cations monovalents : AlCl3 > CaCl2 > NaCl. Les charges électriques présentes à la surface des particules sont ainsi "neutralisées" et disparaissent. La double couche électrique existant à la surface des particules est compressée par l'électrolyte ajouté et s'écrase à force ionique élevée. La répulsion électrique n'empêche plus l'agglomération des particules et elles peuvent former un précipité facile à filtrer. Si le précipité est lavé avec une grande quantité d'eau distillée, la double couche électrique présente à la surface des particules s'étend de nouveau et la répulsion électrique réapparaît : le précipité peptise et les particules passent de nouveau à travers le filtre.
La peptisation est aussi utilisée lors de la synthèse de nanoparticules afin de permettre à un grand regroupement de particules de se séparer en plusieurs particules primaires. Ceci est obtenu en changeant l'état de surface, en appliquant une charge ou en ajoutant un tensioactif.
Lors de la synthèse de nanoparticules de (dioxyde de titane), la peptisation demande l'adsorption de molécules d'hydroxyde de tetraméthylammonium (TEAH) négative sur la surface du dioxyde de titane. Cela donne une charge négative de la surface. La répulsion électrostatique des particules primaires dans le dioxyde de titane aggloméré casse celui-ci en particules primaires.